# Филиаш (Харгита)
Филиаш (рум. Filiaș) насеље је у Румунији у округу Харгита у општини Кристуру Секујеск. Oпштина се налази на надморској висини од 389 m.

## Становништво
Према подацима из 2002. године у насељу је живело 1100 становника.

### Попис2002.
| Расподела становништва по националности 2002.‍ | Расподела становништва по националности 2002.‍ | Расподела становништва по националности 2002.‍ | Расподела становништва по националности 2002.‍ | Расподела становништва по националности 2002.‍ |
| --------------------------------------------- | --------------------------------------------- | --------------------------------------------- | --------------------------------------------- | --------------------------------------------- |
|                                               |                                               |                                               |                                               |                                               |
| Мађари                                        | Мађари                                        |                                               | 915                                           | 83,3%                                         |
| Роми                                          | Роми                                          |                                               | 184                                           | 16,7%                                         |